# Founder's Building
Founder's Building er den oprindelige bygning på Royal Holloway College, University of London (RHUL), i Egham, Surrey, England. Den er et eksempel på fransk-renæssancearkitektur i Storbritannien, og den er modeleret efter franske chateauer som Château de Chambord. Det er den største bygning på campus.
Opførslen blev på begyndt i 1876 og stod på frem til 1881. Den blev indviet i 1886.

## Filmlokation
Bygningen er blevt brugt til optagelse af adskillige film og tv-serier inklsuive:
- 1968 – Salt and Pepper[2]
- 1992 – Howards End[3]
- 2001 – Antiques Roadshow[4]
- 2002 – Midsomer Murders – Murder on St. Malley's Day[3]
- 2006 – Basic Instinct 2[3]
- 2009 – Trinity[3][5]
- 2012 – Celebrity MasterChef[3]
- 2013 – Downton Abbey[3]
- 2015 – Avengers: Age of Ultron[3][6]
- 2017 – Delirium[3]
- 2018 – The Split[7]
- 2019 – Jack Ryan[6]
- 2021 – Call the Midwife[3]
- 2023 – You[8]